# Konrad Frey
Konrad Frey (Bad Kreuznach, 24 aprile 1909 – Bad Kreuznach, 24 maggio 1974) è stato un ginnasta tedesco.

## Biografia
Partecipò ai Giochi olimpici di Berlino 1936, all'età di 27 anni. Si iscrisse a tutte le otto competizioni della ginnastica artistica, vincendo 3 ori 1 argento e 2 bronzi.

## Palmarès

### Berlino 1936
- Oro nelle parallele simmetriche
- Oro nel cavallo con maniglie
- Oro nel concorso a squadre
- Argento nella sbarra
- Bronzo nel concorso individuale
- Bronzo nel corpo libero